# Viggiano
Viggiano község (comune) Olaszország Basilicata régiójában, Potenza megyében.

## Fekvése
Viggiano a Pollino Nemzeti Park területén fekszik, a megye központi részén. Határai: Calvello, Corleto Perticara, Grumento Nova, Laurenzana, Marsicovetere és Montemurro.

## Története
A település létrejöttét az itt, a 8-9. században megtelepedő görög szerzeteseknek köszönheti. A település a középkor során nápolyi nemesi családok hűbérbirtoka volt. A 19. század elején, amikor a Nápolyi Királyságban felszámolták a feudalizmust, önálló község lett.

## Népessége
A népesség számának alakulása:

## Főbb látnivalói
- Sacro Monte di Viggiano-szentély
- Sant’Antonio-templom
- San Sebastiano-templom